# Geert Cirkel
Geert Anne Cirkel (Dordrecht, 20 de octubre de 1978) es un deportista neerlandés que compitió en remo.
Ganó cuatro medallas en el Campeonato Mundial de Remo entre los años 2001 y 2007.
Participó en dos Juegos Olímpicos de Verano, ocupando el octavo lugar en Sídney 2000 (ocho con timonel) y el octavo en Pekín 2008 (cuatro sin timonel).

## Palmarés internacional
| Campeonato Mundial | Campeonato Mundial | Campeonato Mundial | Campeonato Mundial |
| Año                | Lugar              | Medalla            | Prueba             |
| ------------------ | ------------------ | ------------------ | ------------------ |
| 2001               | Lucerna (Suiza)    | Medalla de plata   | Cuatro scull       |
| 2005               | Kaizu (Japón)      | Medalla de plata   | Cuatro sin timonel |
| 2006               | Eton (Reino Unido) | Medalla de bronce  | Cuatro sin timonel |
| 2007               | Múnich (Alemania)  | Medalla de bronce  | Cuatro sin timonel |